# Ermita de Sant Grau

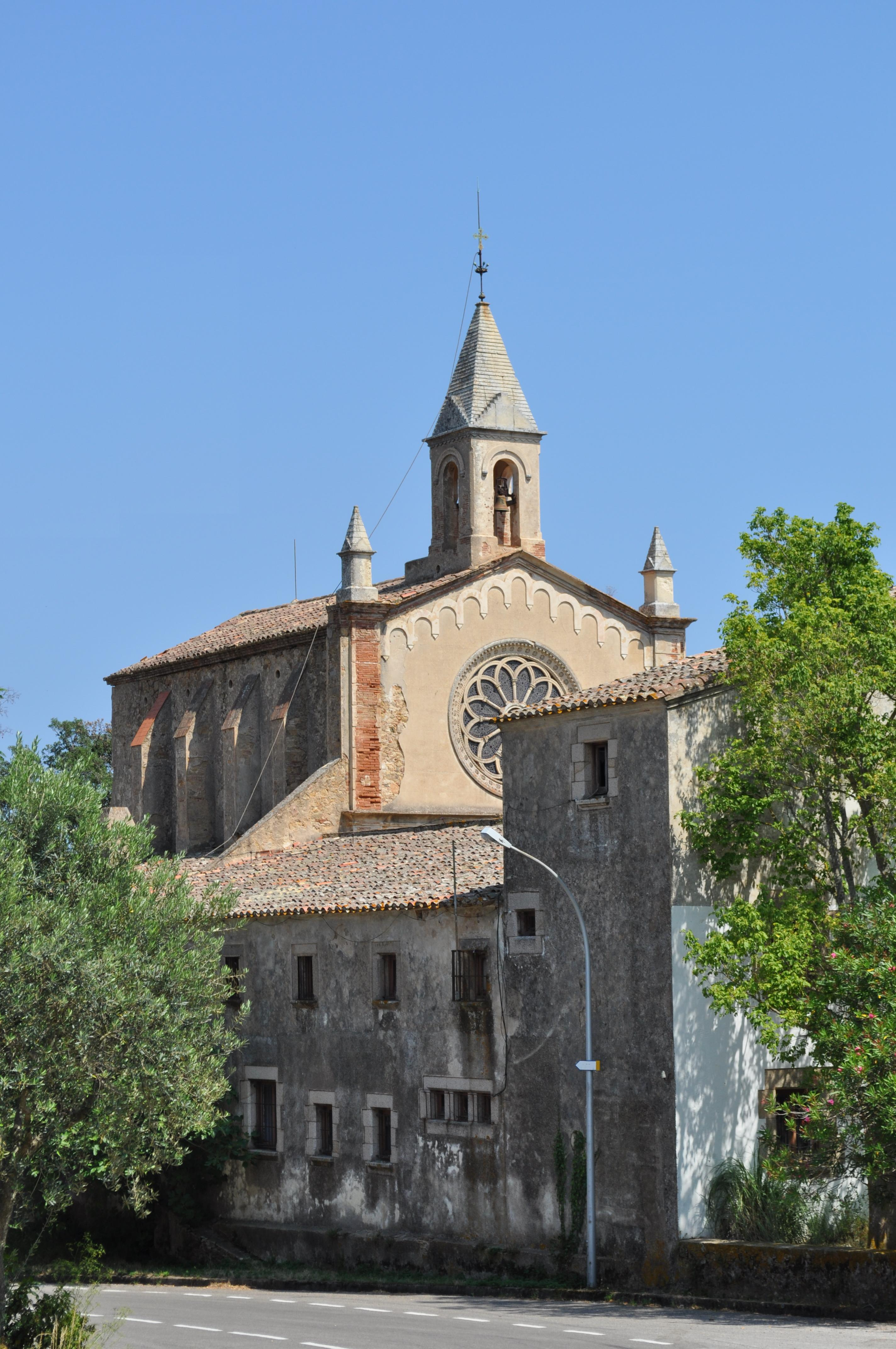
Ermita de Sant Grau

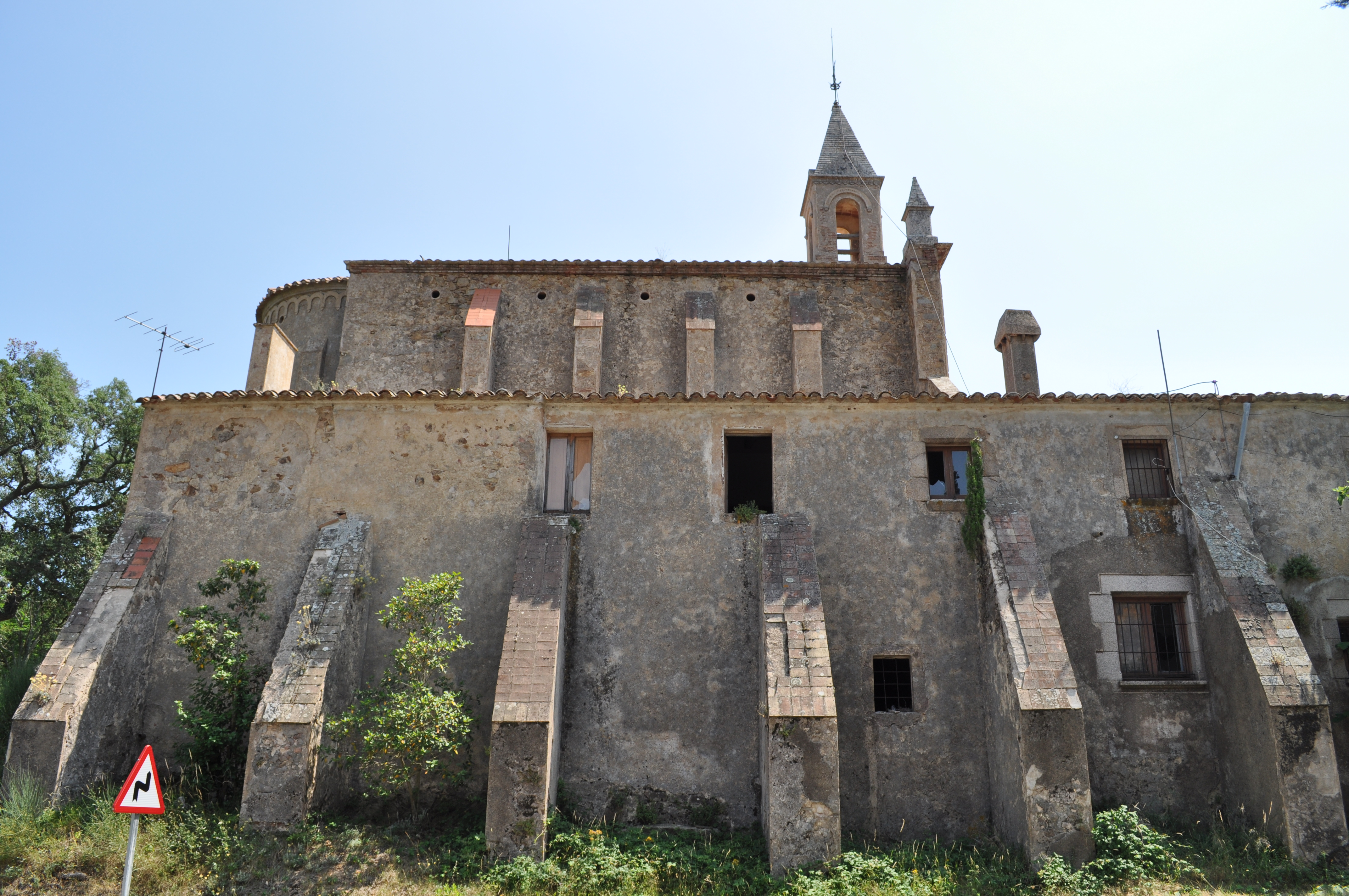
Ermita de Sant Grau, Seitenansicht

Die Ermita de Sant Grau (Einsiedelei des heiligen Gerhard) ist eine denkmalgeschützte Wallfahrtskirche nahe Tossa de Mar.
Die Ermita de Sant Grau liegt 360 Meter hoch in den Bergen der Costa Brava, dem Massís de l’Ardenya. Über die schmale, kurvige Provinzstraße GI-6821 zwischen Llagostera und der Panoramastraße zwischen Tossa und Sant Feliu de Guíxols (GI-682) (auf Höhe Salionç) kann man sie erreichen. Die Ermita liegt kurz vor der Passhöhe auf der Küstenseite und bietet einen weiten Blick auf das felsige Küstengebirge zum Meer.
Im Jahr 1452 wurde die Kirche erstmals urkundlich erwähnt. Sie ist dem heiligen Gerhard (katalanisch: Sant Grau) geweiht. Der Überlieferung zufolge siedelte der Lokalheilige Gerbert d’Aurillac hier, der Gründer der von den Hugenotten zerstörten Benediktiner-Abtei von Aurillac, der zeitweise im 9. Jahrhundert in Katalonien wirkte.
Die heutige Kirche ist ein neogotischer Bau aus dem Jahr 1882. Sie ist in einem sehr schlechten baulichen Zustand. Der Komplex besteht aus einem Eingangsgebäude und zwei Seitengebäuden, die einen Kreuzgang bilden. In diesen Gebäudeteilen waren Wohnräume untergebracht, die heute nicht mehr nutzbar sind. Eingangsgebäude und Kreuzgang bilden einen Innenhof, dessen Kopfseite die eigentliche Kirche darstellt.
Jedes Jahr am 13. Oktober findet die Romería de Sant Grau, eine Wallfahrt von Tossa de Mar zur Ermita de Sant Grau, statt. Diese hat heute Volksfestcharakter. Nach der Messe spielt eine Cobla (die Sardana-Kapelle) zur Sardana, dem traditionellen Rundtanz auf. Auf dem Gelände vor der Kirche grillen die Familien des Ortes.
In den 1980er Jahren war die Errichtung einer Urbanisation (Touristensiedlung) mit Hotels und Ferienhäusern in Sant Grau vorgesehen. Dieses Vorhaben scheiterte jedoch an mangelnder Nachfrage. Reste der angelegten Anlagen sind als Ruinen erhalten. Heute bilden vier Häuser die Siedlung Sankt Grau.
Der Panoramawanderweg Passejada fins al Puig de Cadiretes führt von Sant Grau aus zu einem prähistorischen Menhir und weiter zum Gipfel des Berges Puig de les Cadiretes. Ein anderer Weg führt zur ebenfalls denkmalgeschützten Kapelle Capella de la Mare de Déu de la Gràcia Richtung Tossa.
Links vor der Kirche steht auf einer Straßenkreuzung ein Wegekreuz (das Creu de terme de Sant Grau d'Ardenya). Das ursprünglich aus dem 15. Jahrhundert stammende Kreuz wurde im Spanischen Bürgerkrieg 1936 beschädigt und 1940 restauriert. Es steht ebenfalls unter Denkmalschutz.
Im vom Eingang aus links gelegenen Seitengebäudes ist ein Café untergebracht; über dem Eingang ist ein historisches Fahrrad angebracht. Offenbar nutzen Rennradfahrer, die auf der landschaftlich reizvollen Küstenstraße GI-682 unterwegs sind, den Abstecher zur Ermita für zusätzliche Höhenmeter und zu einer Pause im Café.

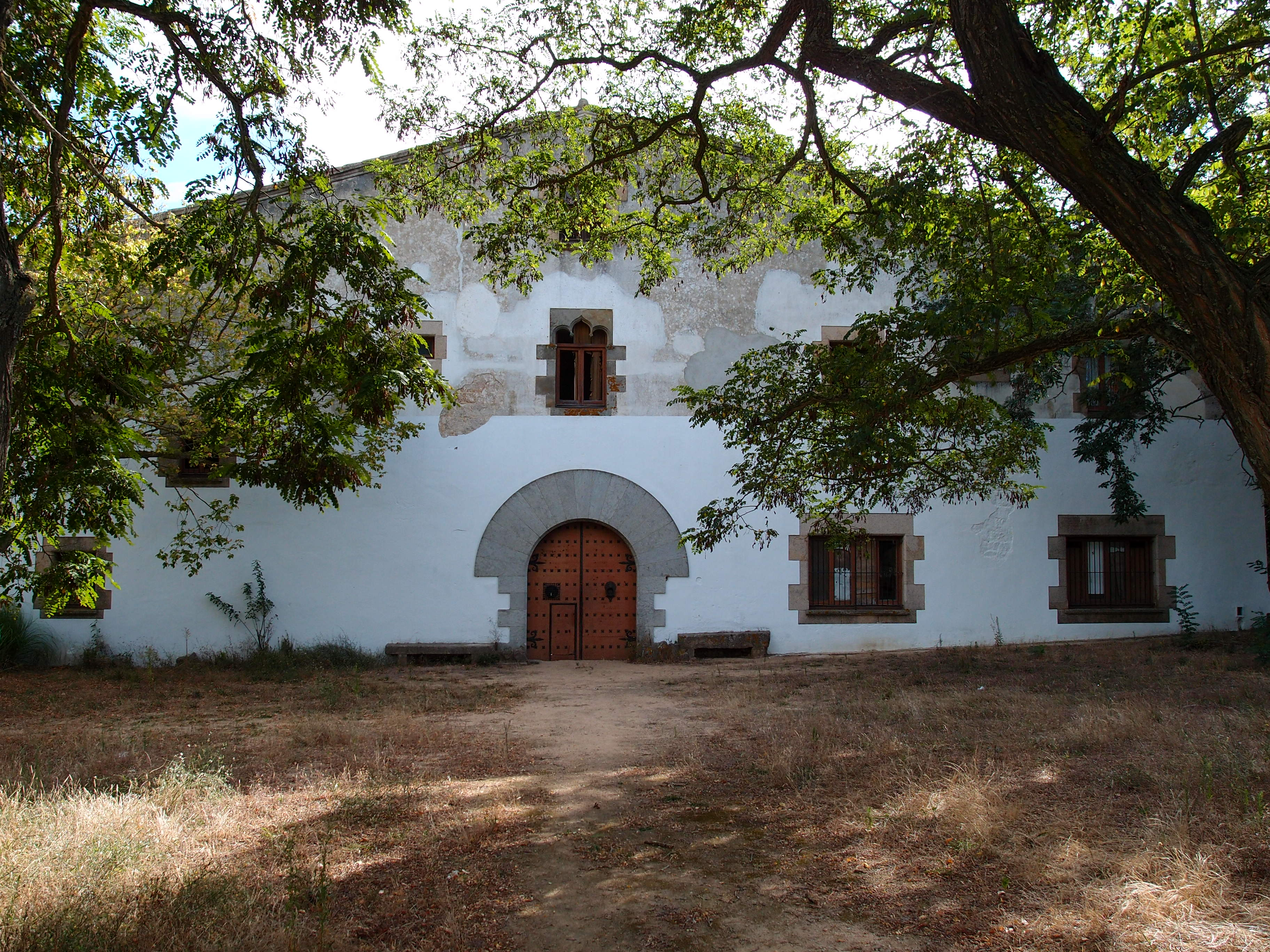
Eingangsgebäude von außen
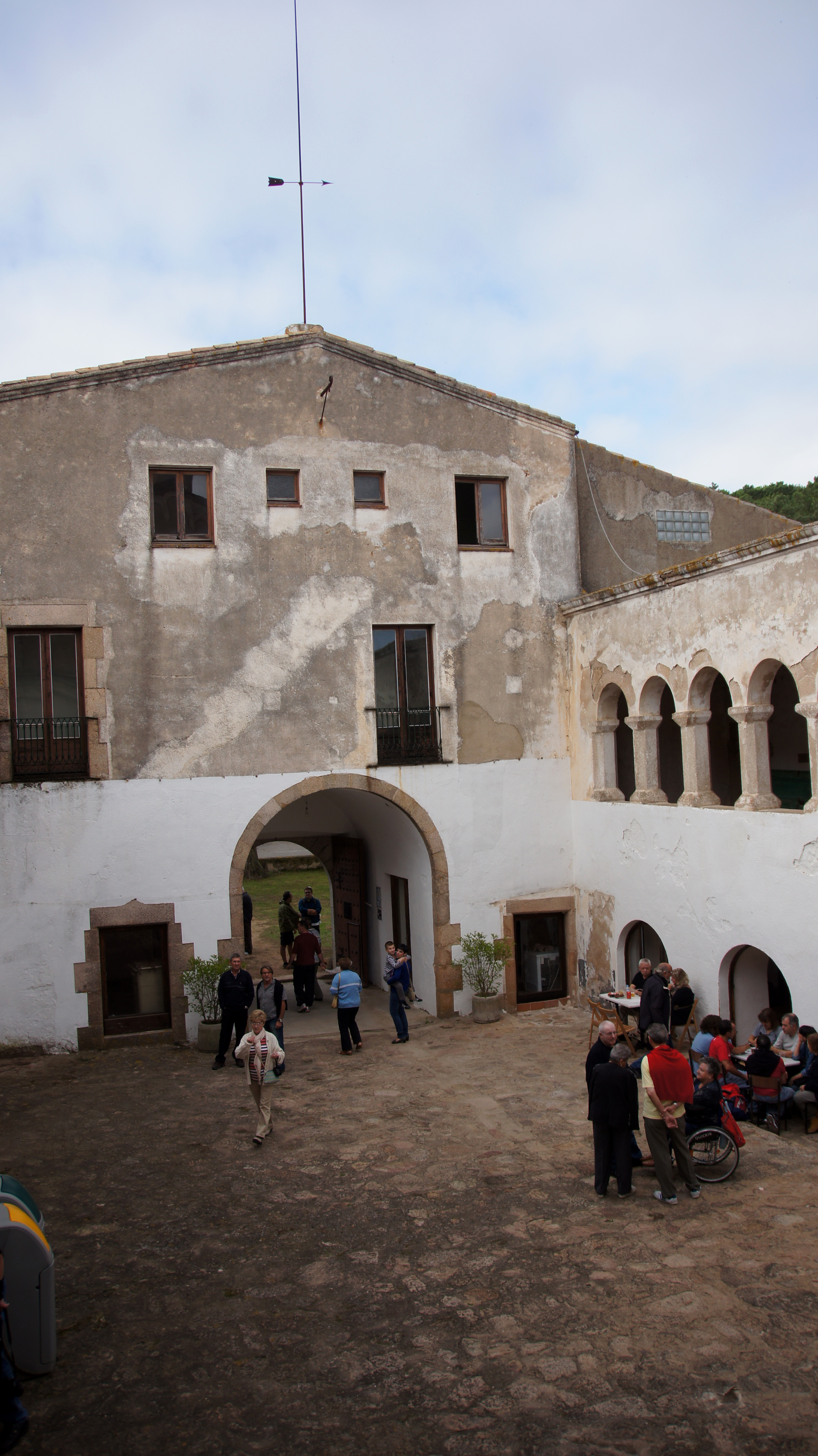
Eingangsgebäude von innen
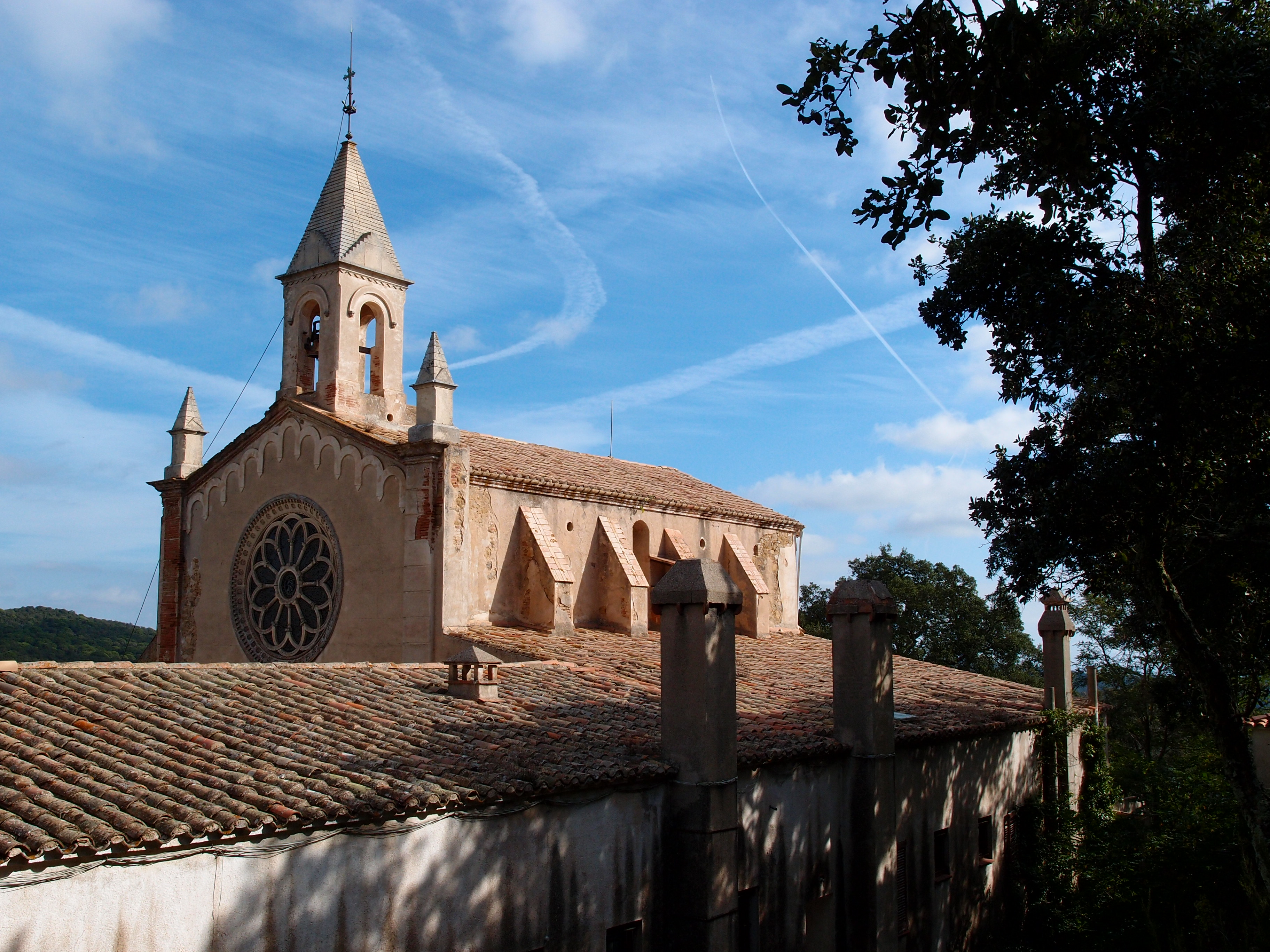
Kirche
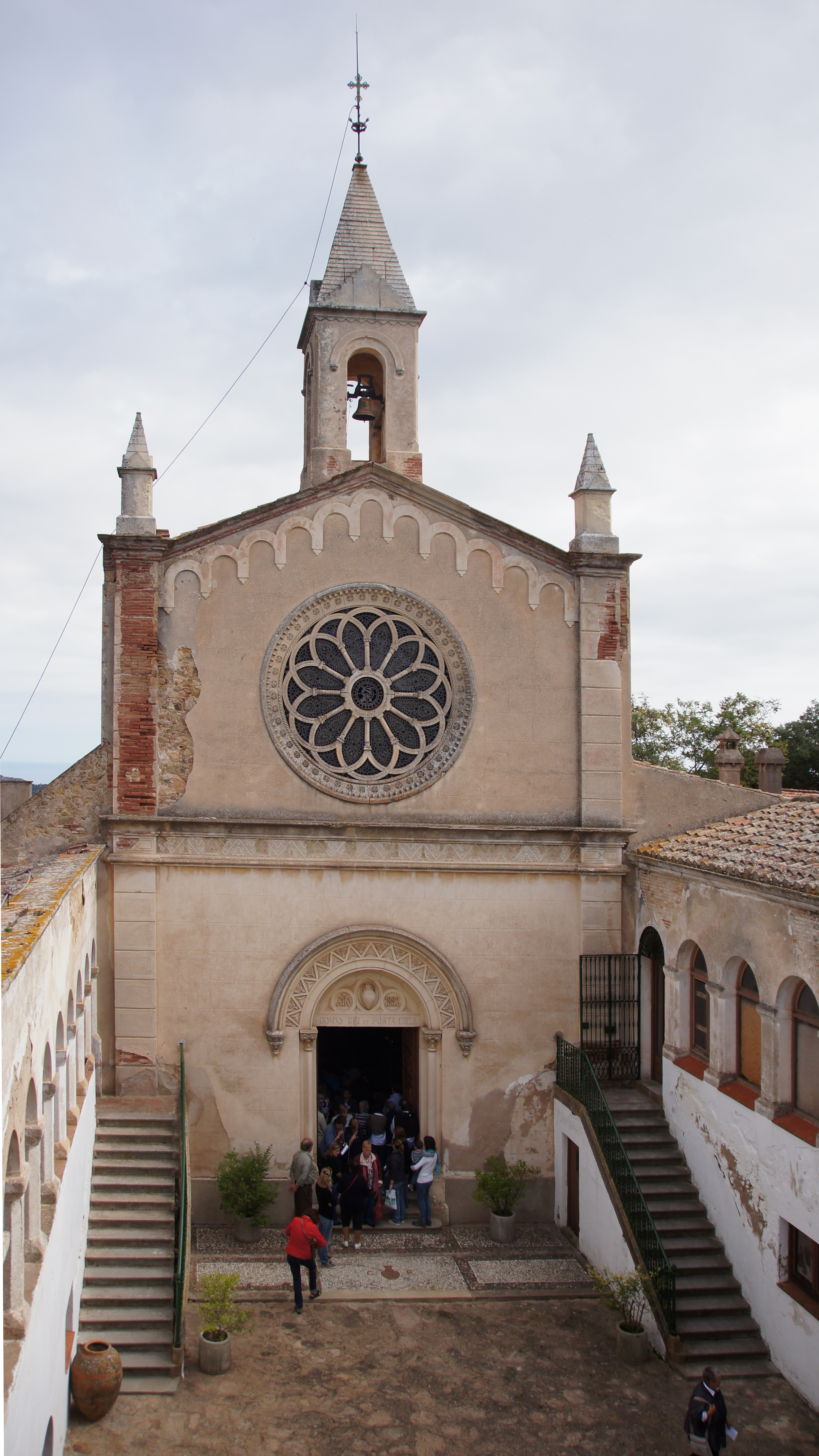
Front der Kirche vom Innenhof
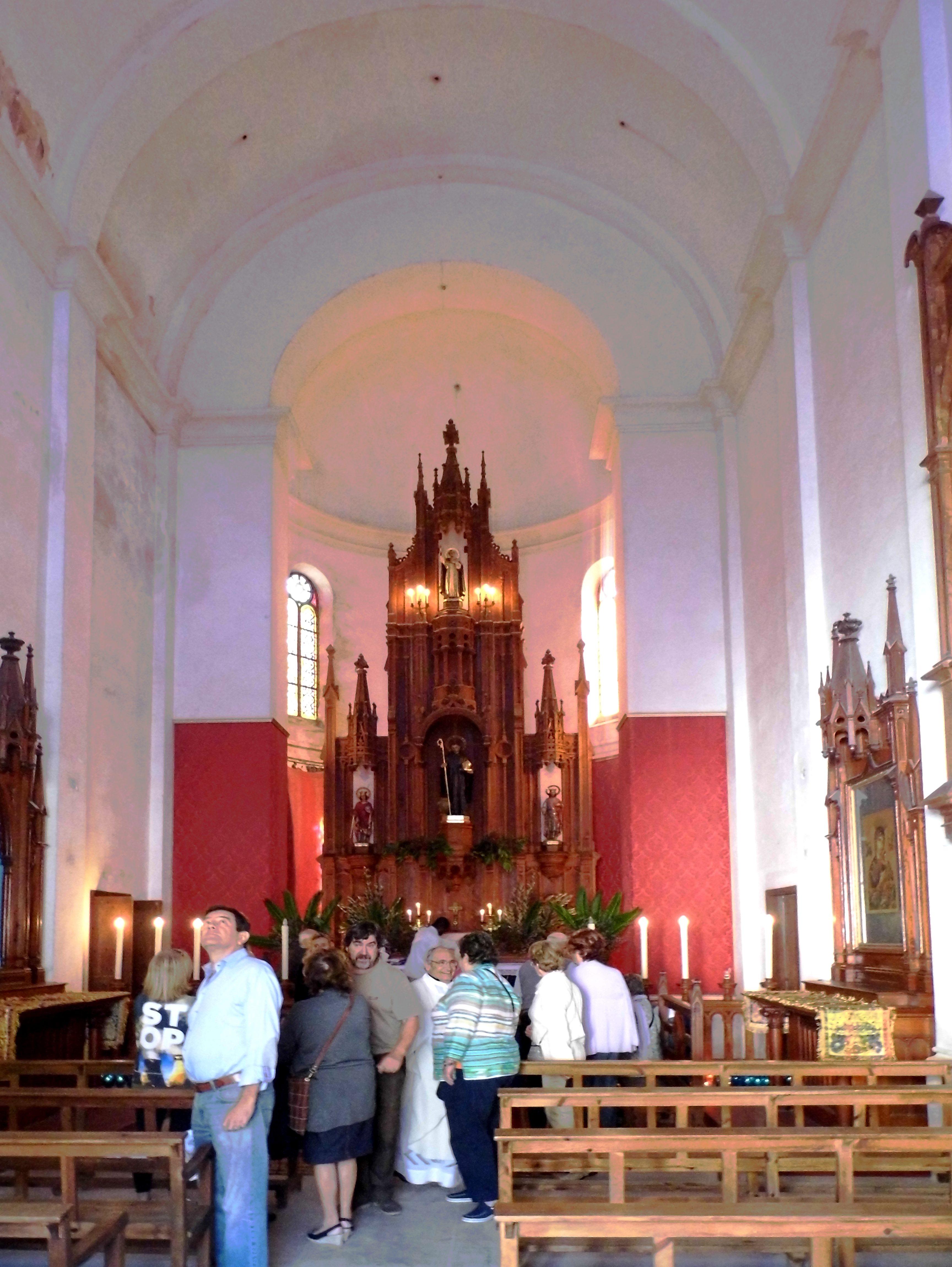
Innenansicht der Kirche
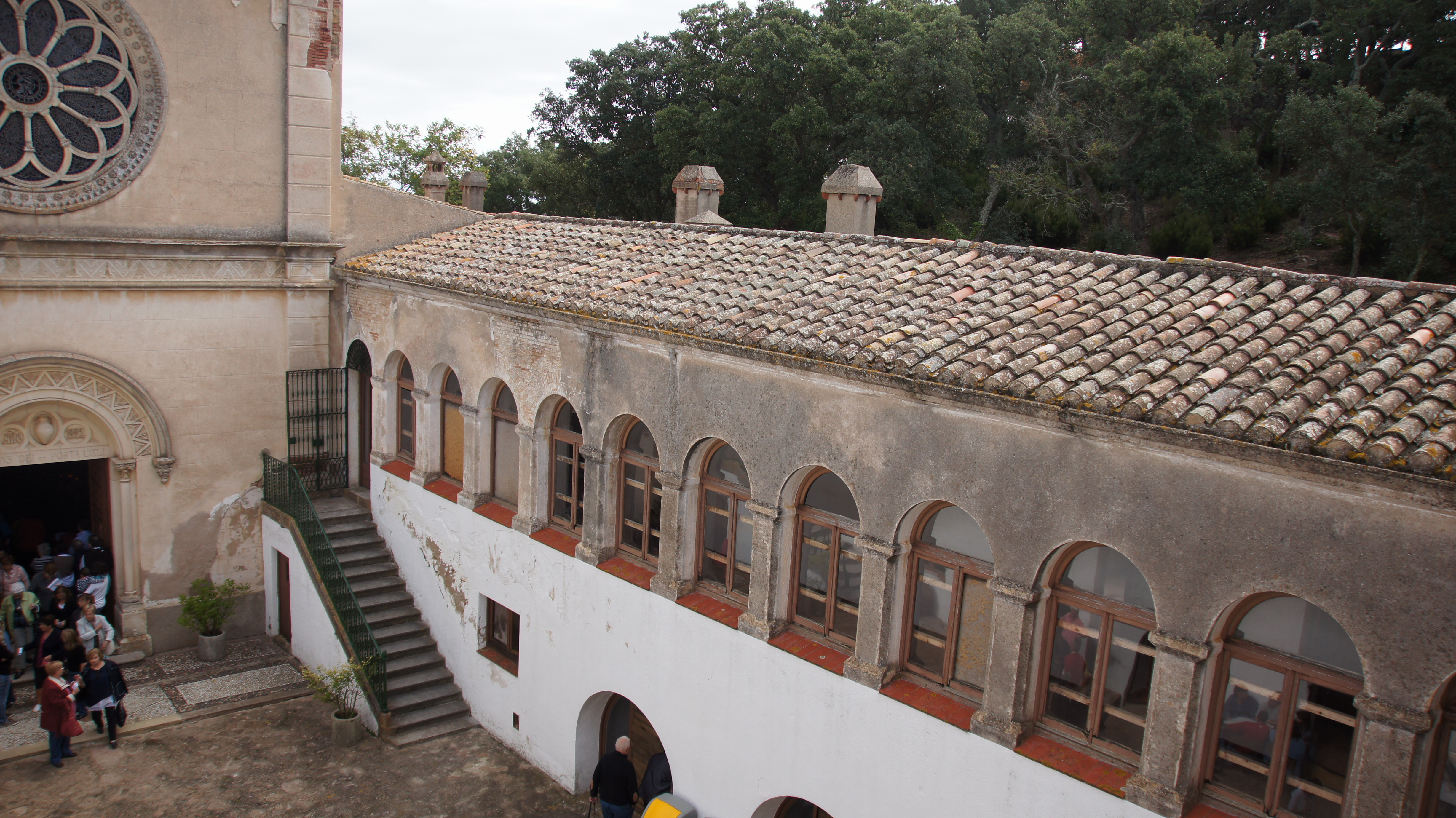
Kreuzgang, rechte Seite
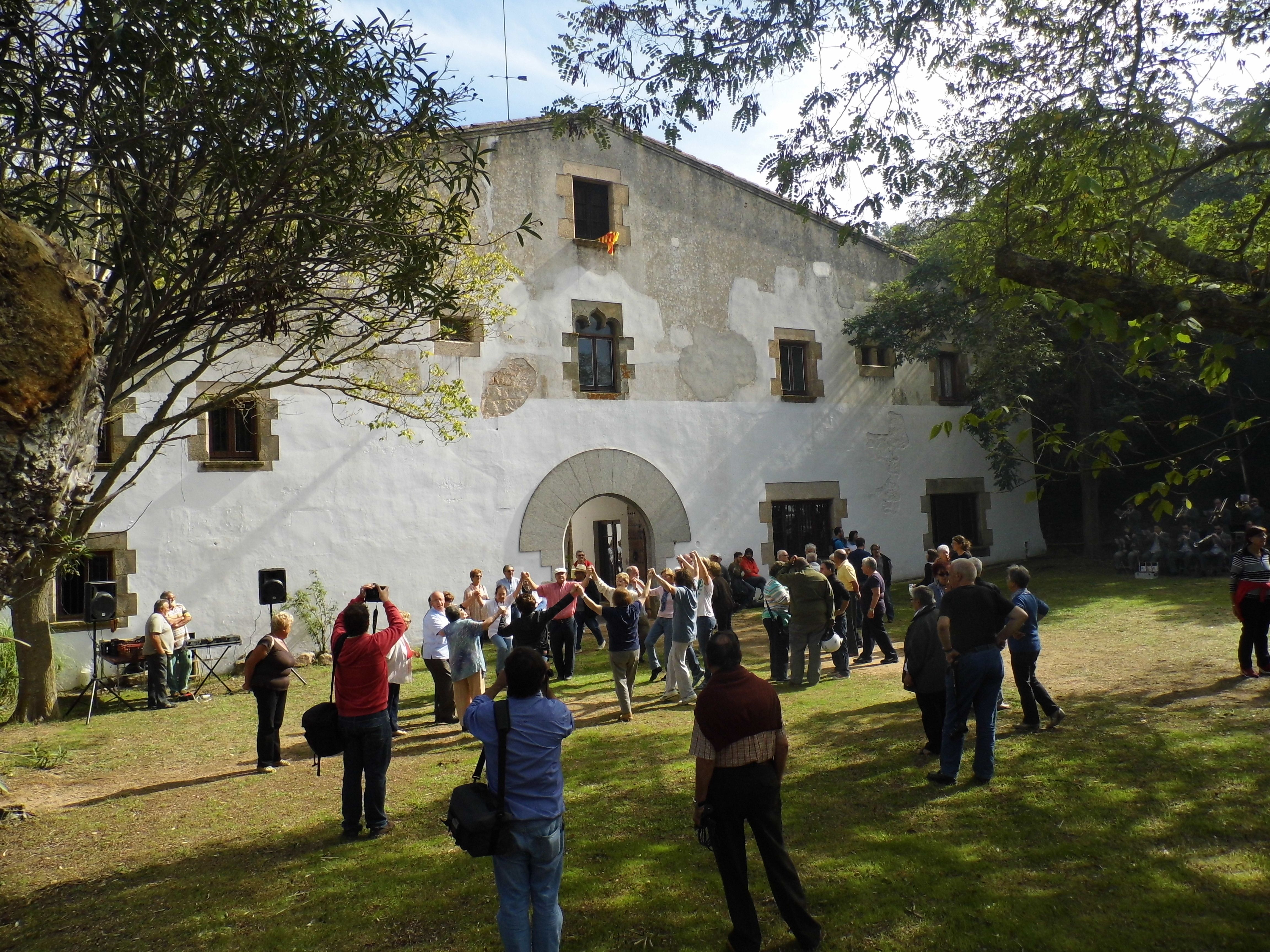
Sardana vor der Kirche
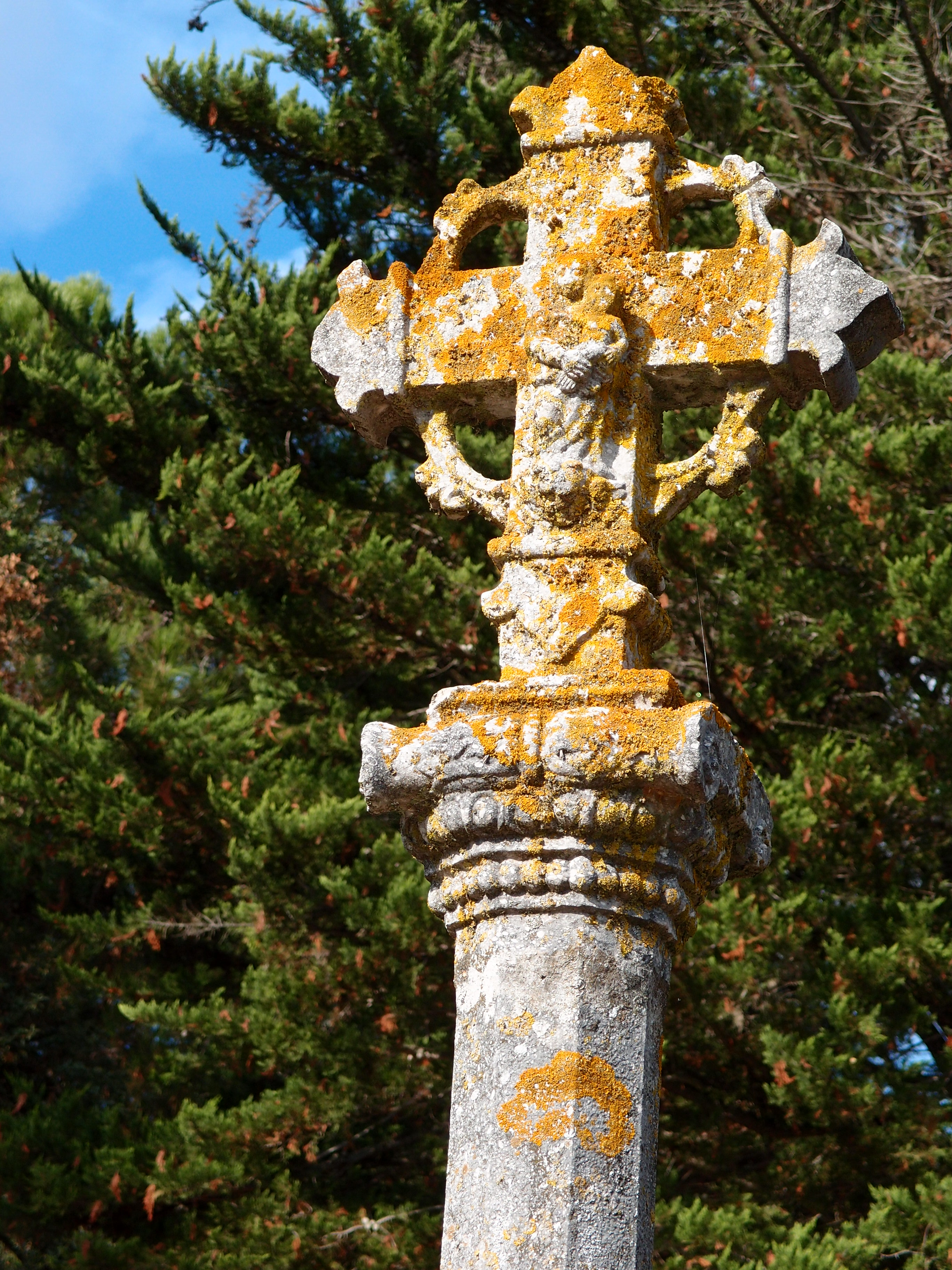
Wegekreuz
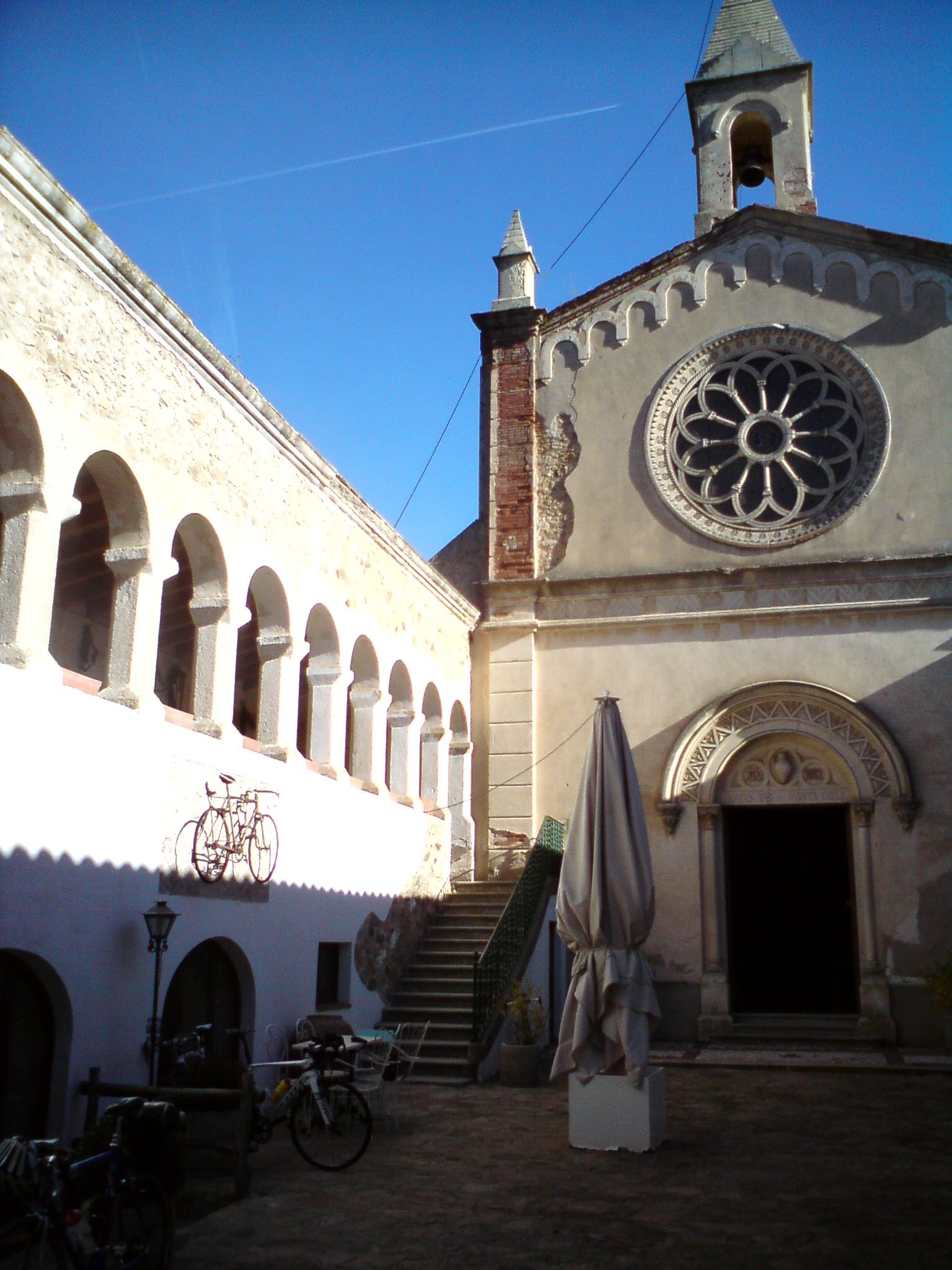
Cafe mit Rennrädern